# Römisch-katholische Kirche in Serbien

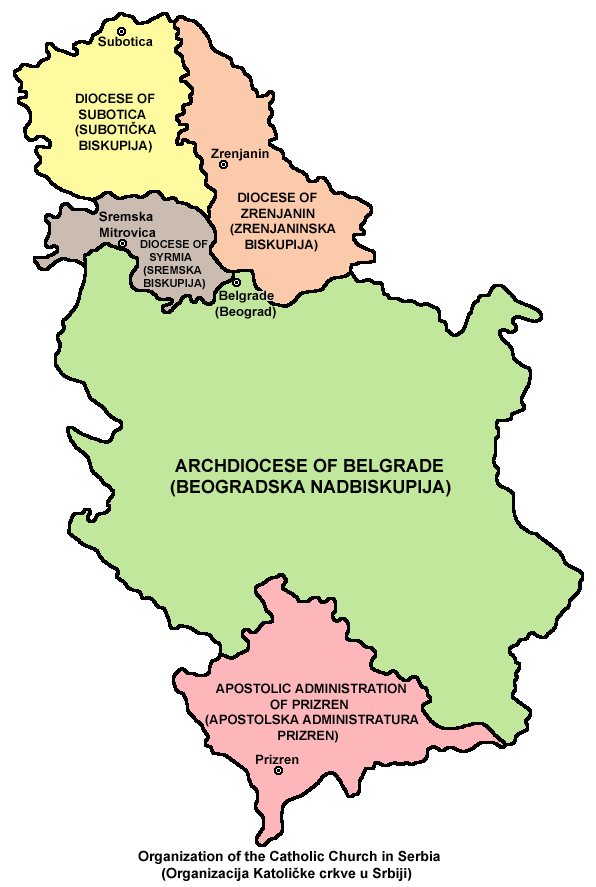
Römisch-katholische Bistümer in Serbien und dem Kosovo:
Erzbistum Belgrad – grün
Bistum Subotica – gelb
Bistum Zrenjanin – beige
Bistum Prizren-Pristina – violett
Bistum Syrmien – braun

Die römisch-katholische Kirche in Serbien ist eine Diasporakirche.
Der Theologe Grulich schätzte 2008, dass man damals von einer halben Million Katholiken in ganz Serbien und Montenegro ausgehen konnte. Das wären etwa 5 % der Bevölkerung. 2010 wurde der Anteil der Katholiken in der Bevölkerung Serbiens auf 4 % geschätzt.

Die größte Diözese in Serbien ist Subotica mit 300.000 Gläubigen. Etwa 100 katholische Priester wirken heute in 114 Pfarreien. 2007 wurde in der serbischen Stadt Subotica der Grundstein für das erste katholische Priesterseminar für ganz Serbien gelegt.

## Diözesangliederung
Ein historisches Bistum der römisch-katholischen Kirche in Serbien war die Apostolische Administratur Jugoslavenska Bačka, zu der die Bistümer von Subotica und Zrenjanin zählten.
Das Bistum Prizren-Pristina befindet sich im Kosovo.
Lateinische Kirche
- Erzbistum Belgrad
  - Bistum Subotica
  - Bistum Zrenjanin
- Bistum Syrmien (Suffraganbistum des kroatischen Erzbistums Đakovo-Osijek)

Byzantinische Kirche in Kroatien und Serbien
- Eparchie Sankt Nikolaus Ruski Krstur

Die Bischöfe der römisch-katholischen Kirche in Serbien sind Teilnehmer an der Internationalen Bischofskonferenz der Heiligen Kyrill und Method.